# Thibaudylla
Thibaudylla är ett släkte av urinsekter. Thibaudylla ingår i familjen Hypogastruridae.
Kladogram enligt Catalogue of Life:
| Thibaudylla | \| \| Thibaudylla anniae \| \| \| \| \| \| Thibaudylla danieleae \| \| \| \| \| \| Thibaudylla palpata \| \| \| \| \| \| Thibaudylla thibaudi \| \| \| \| |
|             | \| \| Thibaudylla anniae \| \| \| \| \| \| Thibaudylla danieleae \| \| \| \| \| \| Thibaudylla palpata \| \| \| \| \| \| Thibaudylla thibaudi \| \| \| \| |
|             | Thibaudylla anniae |
|             | |
|             | Thibaudylla danieleae |
|             | |
|             | Thibaudylla palpata |
|             | |
|             | Thibaudylla thibaudi |
|             | |